# Скляр, Александр Феликсович
Алекса́ндр Фе́ликсович Скляр (род. 7 марта 1958, Москва, СССР) — советский и российский рок-музыкант, автор песен, теле- и радиоведущий, актёр, писатель; заслуженный артист Российской Федерации (2015). Основатель и лидер рок-группы «Ва-БанкЪ». Организатор и вдохновитель фестиваля альтернативной музыки «Учитесь плавать».
Предпочитает «подписываться на американский манер»: «Александр Ф. Скляр».

## Биография
Учился в школе № 45 им. Л. И. Мильграма. Во время учёбы активно занимался спортом, в том числе волейболом, футболом, карате, плаванием (получил первый разряд) и горными лыжами. Но после перелома ноги, полученного во время тренировок, пролежав два месяца в гипсе, решил уйти из спорта. В 1975 году окончил школу с отличием и с первого раза поступил в МГИМО на факультет международных экономических отношений, набрав 22 балла (проходной — 21).
В 1979 году окончил МГИМО. С 1980 по 1985 год работал дипломатом в КНДР, начав с должности секретаря-референта в консульском отделе советского посольства. В последние годы службы работал в провинциальном городе Чхонджин в ранге атташе первого дальневосточного отдела МИД СССР.
Оставил карьеру дипломата, чтобы профессионально заняться музыкой. В двухстраничном заявлении на увольнение причиной ухода назвал поступление в консерваторию. Признаться, что истинной причиной было решение заняться рок-музыкой, он не решился. По версии журналиста В. В. Марочкина, Скляр оставил карьеру дипломата не по собственной воле, а по распоряжению начальства, спев на вечеринке под гитару белогвардейские песни.
Музыкальную карьеру начинал гитаристом групп Василия Шумова «777» и «Центр». В 1986 году создал собственный проект — группу «Ва-Банкъ». Параллельно в середине 1990-х годов начал сольную карьеру. Пробуя себя в литературе, в 1991 году выпустил детскую книгу «Петрович и Патапум в Волшебном Лабиринте» (в соавторстве с Романом Канушкиным), ставшую первой в серии книг про этих героев.
Неоднократно выступал также в роли телеведущего. В телесезоне 2007—2008 годов А. Ф. Скляр был телеведущим передачи «Другое кино. Страх» на ТВ-3. В ней музыкант вспоминал самые страшные фильмы и размышлял о человеческих фобиях. В другой программе — «Роковая ночь» на канале «Культура» — комментировал концерты корифеев рок-н-ролла. В 2018 году работал в жюри конкурса «Квартет 4×4» на телеканале «Россия К».
С 2023 года совместно с Ричем стал новым ведущим программы «Соль».

## Творчество
В конце 1970-х годов, до поездки в Корею, Скляр играл на гитаре в группе Василия Шумова «777». По возвращении из Кореи в 1985 году вошёл в состав следующей группы Шумова — «Центр» — и участвовал в записи её альбома «Признаки жизни».
Известность приобрёл в качестве лидера группы «Ва-Банкъ», которую создал в Москве в июне 1986 года.
В 1987 году группа «Ва-Банкъ» участвовала в «Рок-панораме», в следующем году провела турне по Финляндии, записала там альбом «VA-BANK» (на английском языке), выступала в Норвегии, а в 1989 году гастролировала по Европе. С 1987 года группа «Ва-Банкъ» занимает прочное место в ряду российских альтернативных команд.
В 1991 году группа выступила на фестивале «Рок против террора» — вместе с «Алисой», «ДДТ», «Бригадой С». Тогда же в Литве вышел альбом «Выпей за меня», записанный за десять дней в московском ДК Русакова. В это же время на «Радио Maximum» появилась авторская программа Александра Скляра «Учитесь плавать», позже возобновлённая на «Станции 2000».
Долгие годы он возглавлял движение «Учитесь плавать», пропагандирующее здоровый образ жизни, и вёл передачи на известных радиостанциях. За успехи в развитии движения «Учитесь плавать» Александр Скляр был назван журналом «ОМ» в числе пятидесяти людей, повлиявших на массовую культуру девяностых, в одном ряду с Горбачёвым и Кончаловским.
В 1995 году, по опросу «Радио Максимум», песня «Эльдорадо» вошла в число пятидесяти лучших песен года. Тогда же по московским клубам прошёл тур Александра Ф. Скляра и Гарика Сукачёва «Боцман и Бродяга». По специальному приглашению группа «Ва-Банкъ» побывала в Праге, где приняла участие в совместном концерте с легендой английского панк-рока «UK Subs». В конце 1999 года вышел новый альбом группы «Ва-банкъ» — «Нижняя Тундра», созданный при участии Виктора Пелевина.
На президентских выборах 1996 года агитировал за Бориса Ельцина, участвуя в программе «Голосуй, или проиграешь».
В сольных альбомах «ва-банковского периода» имело место тесное сотрудничество с писателем Евгением Головиным, написавшим многие тексты песен.
Певец любит менять образы и удивлять поклонников. Так, в клипе на песню «Люба-бабавая» из последнего альбома «Вася-совесть», Александр Скляр предстал в образе «блондинки».
Осуществил совместные проекты с певицей Ириной Богушевской и солистом группы «Агата Кристи» Глебом Самойловым.

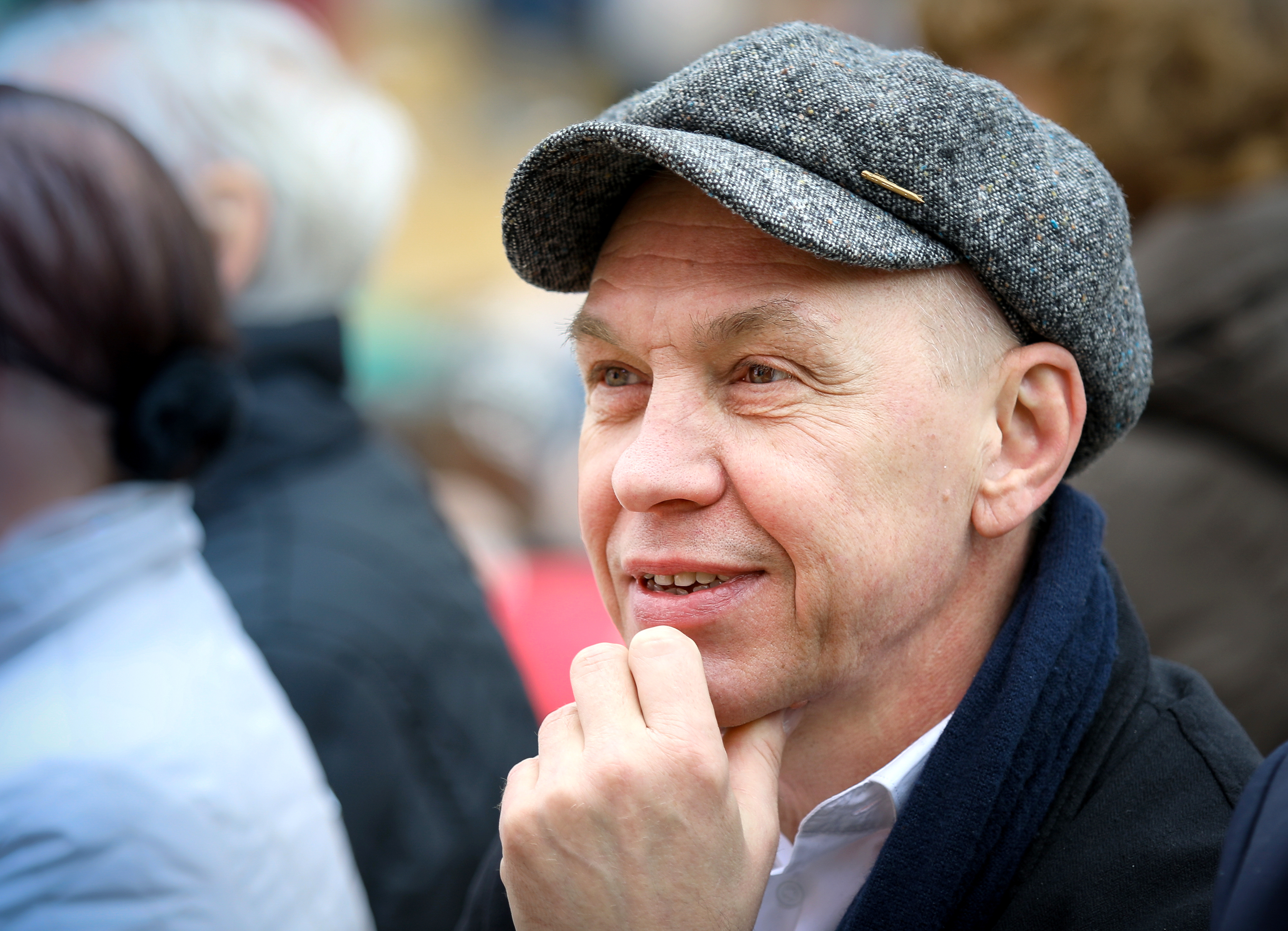
Александр Ф. Скляр на книжном фестивале «Красная площадь», 2017 год

1 апреля 2016 года записал новую версию песни «У попа была собака».
21 мая 2021 года в «Чартовой дюжине» «Нашего радио» был анонсирован альбом «Боцман и бродяга. Часть 2» (снова совместный с Гариком Сукачёвым), а в чарте стартовал первый сингл с будущего релиза — «И снова май месяц». Позднее, летом, был представлен второй сингл с альбома — песня «О, море в Гаграх!» в интерпретации участников коллектива. С этого момента вернулась традиция: песня звучит на вокзалах южного направления РЖД при отправлении и прибытии поездов, а также в вагонах курсирующих составов. В середине июля стало известно, что альбом полностью готов, состоит из 11 треков (среди которых несколько кавер-версий), планируется к презентации осенью, а его предзаказ уже открыт. 17 сентября релиз альбома состоялся; он также доступен на виниле. В поддержку альбома «Боцман и бродяга. Часть 2» 11 ноября 2021 г. состоялась премьера клипа «А жизнь моя течёт и катится». В съёмках участвовала семья, близкие друзья и их дети, музыканты и члены команды (в том числе Ольга, супруга И. Сукачёва, их дети Анастасия и Александр Королёвы; Сергей Галанин и его жена Ольга, их сыновья Павел и Тимофей, внучка Авдотья Галанина; Дмитрий Сланский, Дмитрий Варшавчик, Лана Шеманкова, Елена Филиппова, Владимир Тирон, Василий Мищенко, Михаил Горевой, Марина Майко, Иван Харатьян, Сергей Воронов). Режиссёры видео — Гарик Сукачёв и Андрей Томашевский.

## Политические взгляды
Скляр имеет прогосударственные взгляды, относится к артистам «патриотического пула». В 2014 году поддержал пророссийских сепаратистов на войне в Донбассе. В марте 2014 года выступил в благотворительном концерте в Севастополе в поддержку референдума о статусе Крыма в рамках акции «Солдатское сердце». Поддержал аннексию Крыма Россией. По приглашению Захара Прилепина дал несколько концертов для мирных жителей и участников военных формирований в Луганске в октябре 2014 года.
В 2022 году поддержал вторжение России на Украину. В апреле-мае 2022 участвовал в марафоне «Zа Россию» организованном в поддержку нападения на Украину. 12 июня 2022 года выступил на концерте в честь дня России в оккупированном российскими войсками Херсоне. 23 сентября 2022 года выступил на концерте «Своих не бросаем», организованном ОНФ и посвящённом референдумам о присоединении к России оккупированных территорий Украины. Осенью 2022 года, в числе других звёзд российской эстрады, поддерживающих российское нападение на Украину, принял участие в записи песни и клипа Встанем.
В 2024 году стал доверенным лицом кандидата в президенты России Владимира Путина. 18 марта 2024 года выступил на митинг-концерте посвящённом десятилетию возвращения Крыма и победе Владимира Путина на президентских выборах.

## Санкции
7 января 2023 года, на фоне нападения России на Украину, Скляр был внесён в санкционный список Украины за «роль в российской пропаганде». Ранее, Скляр был внесён в санкционные списки Латвии и Эстонии, страны запретили ему въезд в страну за поддержку вторжения России на Украину. 20 июля 2023 года внесён в санкционный список Канады против «лиц использующих свое искусство для пропаганды вторжения России в Украину». Также Скляр был внесён ФБК в список коррупционеров и разжигателей войны за поддержку российской агрессии против Украины.

## Дискография
См. также дискографию группы «Ва-Банкъ».

### Сольная дискография
- 1998 — «По направлению к танго»
- 2002 — «Ведьмы и стервы»
- 2004 — «ДендиДиана»
- 2007 — «Город Х»[44][45]
- 2008 — «Песни моряков»
- 2010 — «Песни моряков. Часть 2»
- 2011 — «Вася-Совесть»
- 2012 — «Русское солнце» (композиции Александра Вертинского)[10]
- 2013 — «Слово и дело. Любимые песни Васи-Совесть»
- 2015 — «Годы и песни. Лучшее»
- 2016 — «Ястреб» (Скляр и «Ва-Банкъ»)
- 2017 — «Оставайтесь, друзья, моряками!» Песни Владимира Высоцкого

### Совместные проекты
- 1995 — «Боцман и Бродяга» (с Гариком Сукачёвым)
- 1997 — «Цыганский рок-н-ролл» (с «Братьями Жемчужными»)
- 2000 — «Бразильский крейсер. Странные песни А. Н. Вертинского» (с Ириной Богушевской)
- 2005—2007 — «Ракель Меллер — Прощальный ужин» (с Глебом Самойловым)
- 2021 — «Боцман и Бродяга. Часть 2» (с Гариком Сукачёвым)[12]

### Участие в записи
- 1985 — «Центр» — «Признаки жизни»
- 1987 — «ДК» — «До основанья, а затем»
- 2000 — «Анатолий Крупнов» — «Postальбом»
- 2003 — «Тайм-Аут» — «Мотологический Новый год. Нам 15½ лет»
- 2014 — «Мой Высоцкий». Трибьют Владимиру Высоцкому в исполнении Гарика Сукачёва. В записи приняли участие Сергей Галанин, Александр Ф. Скляр, Павел Кузин и другие[46].

### Аудиокниги
- 2005 — Виктор Пелевин. «Шлем ужаса» (совместно с Леонидом Володарским, Марией Голубкиной, Алексеем Колганом, Сергеем Фроловым, Рафаэлем Сафиным, Тиной Канделаки, Юлией Рутберг, Николаем Фоменко (Издательский Дом «Союз»)).
- 2006 — Миямото Мусаси. «Книга пяти колец».
- 2006 — Виктор Пелевин. «Чапаев и Пустота».
- 2006 — Такуан Сохо. «Письма Мастера Дзэн Мастеру фехтования»
- 2008 — Ф. Кафка. «Превращение» (совместно с коллективом Антона Горбунова).

## Фильмография
1. 2001 — «Гипноз» (в рамках проекта «Чёрная комната»)
2. 2002 — «Шоссе Энтузиастов» — убийца
3. 2004 — «МУР есть МУР» — Костя Крюков
4. 2006 — «День победы» — афганец
5. 2007 — «Последняя репродукция» — следователь прокуратуры Гаев
6. 2008 — «Закрытые пространства» — психотерапевт Дворников
7. 2009 — «Воротилы»
8. 2010 — «На ощупь» — музыкант
9. 2024 — «Музыка времени» — дядя Саша

### Книги
1. 2014 — «В поисках Эльдорадо»[47]. Эксмо, 400 с. ISBN 978-5-699-70634-1

### В соавторстве
Вместе с Романом Канушкиным:
1. 1991 — «Петрович и Патапум в волшебном лабиринте». Культурно-коммерческий клуб «!Бекас», 24 с. ISBN 5-7340-0001-9
2. 1992 — «Большое космическое путешествие Петровича и Патапума». Культурно-коммерческий клуб «!Бекас», 32 с. ISBN 5-7340-0002-7
3. 1992 — «Петрович и Патапум на острове пиратов». Культурно-коммерческий клуб «!Бекас», 32 с. ISBN 5-7340-0003-5
4. 1993 — «Петрович и Патапум в стране привидений». АБклуб, АСТ-Пресс, 166 с. ISBN 5-88196-129-3
5. 2002 — «Приключения Петровича и Патапума». Астрель, Оникс 21 век, 256 с. ISBN 5-17-008701-2

## Семья
Музыкант трепетно относится к приватности личной жизни и редко показывает близких: 
«Семья — это мир, во многом закрытый от внешнего влияния. Это свой круг обязанностей, своя мера ответственности, свои переживания»… «Вы видели когда-нибудь фотографию моей жены? То-то и оно. Информации нет, потому что мне этого не надо. Должен оставаться в жизни твой островок, куда не ходит публика. Это — сокровенное место обитания». 
- Жена: Елена Скляр.
- Сын: Пётр, учился на журфаке МГУ[48].
- Мать: Ирина Викторовна Скляр, журналист.
- Отец: Феликс Сидорович Скляр, учёный, физик.«По отцовской линии мой род уходит в Запорожскую Сечь (то есть я родом из сечевых казаков), а по материнской — в священнослужители».
- Дед: Сидор Никонович Скляр (родился в 1904 году). Во время ВОВ служил в СМЕРШ в звании подполковника[49][50].